# Curtiss-Wright CW-12
Los Curtiss-Wright CW-12 Sport Trainer y CW-16 Light Sport (también comercializados bajo la marca Travel Air que Curtiss-Wright había adquirido recientemente) fueron aviones de entrenamiento de altas prestaciones, diseñados por Herbert Rawdon y Ted Wells y construidos en los Estados Unidos a principios de los años 30 del siglo XX.

## Diseño y desarrollo
Los CW-12 y CW-16 compartían el mismo diseño básico como biplanos convencionales de un solo vano con alas decaladas arriostradas por soportes en N. El piloto y el instructor se sentaban en cabinas abiertas en tándem, teniendo la delantera del CW-12 un único asiento, mientras que la delantera del CW-16 podía acomodar a dos pasajeros lado a lado. Ambas versiones del avión estaban disponibles con una variedad de opciones motoras, y algunos CW-16 fueron exportados como entrenadores a las Fuerzas Aéreas de Bolivia y Ecuador.

## Variantes

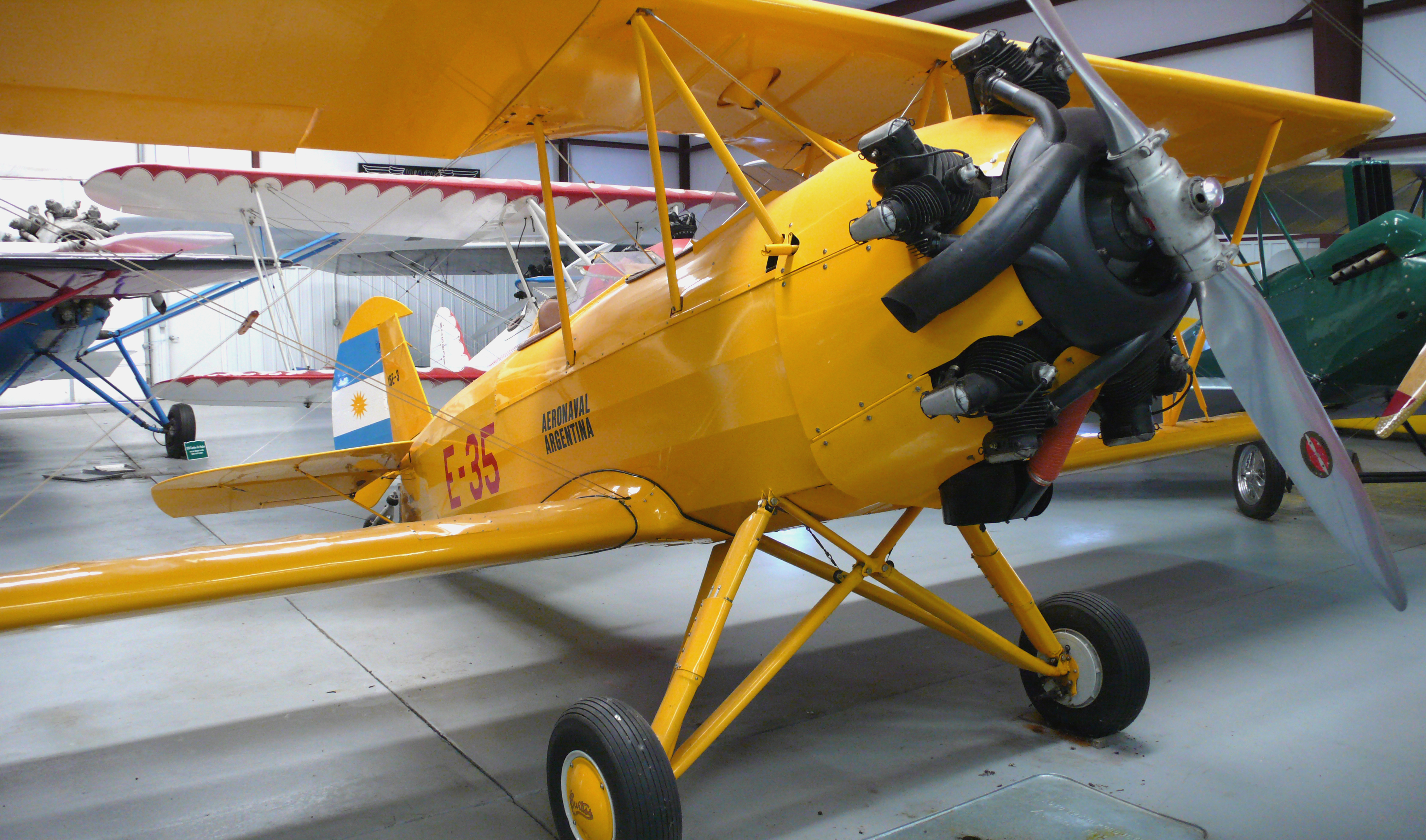
Curtiss Travel Air 16E en el Historic Aircraft Restoration Museum.

CW-12
CW-12K
Versión propulsada por un motor Kinner K-5 de 93 kW (125 hp). Dos construidos.
CW-12Q
Versión propulsada por un motor de Havilland Gipsy de 67 kW (90 hp). 26 construidos.
CW-12W
Versión propulsada por un motor Warner Scarab de 82 kW (110 hp). 12 construidos más 1 réplica.
CW-16
CW-16E
Versión propulsada por un motor Wright J-6 Whirlwind 5. 10 construidos.
CW-16K
Versión propulsada por un motor Kinner B-5. 11 construidos.
CW-16W
Versión propulsada por un motor Warner Scarab. 1 construido.

## Operadores
Propietarios civiles en los Estados Unidos y el Reino Unido.

### Militares
Argentina
- Armada Argentina: compró 15 CW-16E en 1935, con 13 más posiblemente siendo construidos desde 1938. El modelo permaneció en uso hasta 1949.[3]

 Bolivia
- Fuerza Aérea Boliviana: compró 3 CW-16 en 1934, con el modelo en uso hasta 1943.[4]

 Brasil
- Fuerza Aérea Brasileña: recibió 15 CW-16W, con motores Warner Scarab de 93 kW (125 hp) en 1935, permaneciendo el modelo en uso hasta 1940.[4]

 Colombia
- Fuerza Aérea Colombiana: recibió seis CW-16 en 1933.[4]

 Ecuador
- Fuerza Aérea Ecuatoriana: compró seis CW-16E en 1935, seguidos por tres CW-16 más en 1936. Tres permanecieron en uso hasta 1944.[5]

## Especificaciones (CW-12Q)
Referencia datos: Curtiss Aircraft 1907–1947

### Características generales
- Tripulación: Dos (alumno e instructor)
- Longitud: 6,5 m (21,4 ft)
- Envergadura: 8,8 m (28,8 ft)
- Altura: 2,7 m (8,8 ft)
- Superficie alar: 19,1 m² (205,6 ft²)
- Perfil alar: Clark Y (15%)[7]
- Peso vacío: 486 kg (1071,1 lb)
- Peso cargado: 782 kg (1723,5 lb)
- Planta motriz: 1× motor lineal de cuatro cilindros refrigerado por aire de Havilland Gipsy (fabricado bajo licencia por Curtiss-Wright).
  - Potencia: 67 kW (92 HP; 91 CV)

### Rendimiento
- Velocidad máxima operativa (Vno): 169 km/h (105 MPH; 91 kt)
- Velocidad crucero (Vc): 142 km/h (88 MPH; 77 kt)
- Alcance: 630 km (340 nmi; 391 mi)
- Techo de vuelo: 3700 m (12 139 ft)
- Régimen de ascenso: 3 m/s (591 ft/min)

## Aeronaves relacionadas

### Secuencias de designación
- Secuencia Numérica (interna de Travel Air): ← 6 - 10 - 11 - 12 - 14 - 15 - 16
- Secuencia CW-_ (interna de Curtiss): ← CW-9 - CW-10 - CW-11 - CW-12 - CW-14 - CW-15 - CW-16 - CW-17 - CW-18 - CW-19 →